# Академическая ТЭЦ
Академическая ТЭЦ (ТЭЦ «Академическая») — парогазовая тепловая электростанция (теплоэлектроцентраль), расположенная в г. Екатеринбург Свердловской области России. Одна из самых новых тепловых электростанций России (введена в эксплуатацию в 2016 году). Собственник станции — ПАО «Т Плюс».

## Конструкция станции
Академическая ТЭЦ представляет собой тепловую парогазовую электростанцию с комбинированной выработкой электроэнергии и тепла. Установленная мощность электростанции — 228 МВт, тепловая мощность — 391 Гкал/час. Основное и аварийное топливо — природный газ, резервное — мазут.
Основное генерирующее оборудование станции скомпоновано в один энергоблок, включающий в себя газовую турбину GT13E2 с турбогенератором мощностью 168 МВт, паровой горизонтальный котёл-утилизатор двух давлений Е-208/50,1-7,55/1,19-467/274 (ПК-86) и паровую турбину КТ-63/7,7 с турбогенератором ТФ-63-2УЗ мощностью 60 МВт. Также в состав станции входит пиковая водогрейная котельная с двумя котлами КВГМ-139,6-150, водогрейные котлы используются в качестве пиково-резервных, для покрытия пиков теплового графика и резервирования парогазовой установки. Производитель газотурбинной установки — фирма Alstom, паровой турбины — АО «Уральский турбинный завод» (г. Екатеринбург), турбогенератора НПО «ЭЛСИБ» (г. Новосибирск), котла-утилизатора — ПАО «Подольский машиностроительный завод», водогрейных котлов — ОАО «Белэнергомаш». Дымовая труба станции изготовлена из стеклопластика, что является необычным решением. Техническое водоснабжение — от городского водопровода, система охлаждения построена с использованием вентиляторной градирни российского производства. Станция отличается высокой эффективностью, проектный КПД составляет 51 %.
Выдача электроэнергии в энергосистему производится с комплектного распределительного устройства элегазового (КРУЭ) напряжением 110 кВ по следующим кабельным линиям электропередачи:
- КЛ 110 кВ Академическая ТЭЦ — ПС Петрищевская;
- КЛ 110 кВ Академическая ТЭЦ — ПС Южная с отпайкой на ПС Овощная (2 цепи);
- КЛ 110 кВ Академическая ТЭЦ — ПС Академическая.

## Экономическое значение
Академическая ТЭЦ обеспечивает теплом и электроэнергией развивающийся микрорайон Екатеринбурга «Академический» — крупнейший градостроительный проект в Европе, а также прилегающие районы города (Юго-Западный, Юг Центра, УНЦ) — суммарно более 200 многоэтажных жилых домов. Строительство района «Академический» ведётся с 2007 года, по состоянию на 2014 год в нём проживали 60 тыс. человек, после завершения строительства его население увеличится ориентировочно до 325 тыс. человек. Планируется строительство в общей сложности 9 млн м² жилья и более 4 млн м² коммерческой и промышленной недвижимости.

## История строительства и эксплуатации
Строительство Академической ТЭЦ велось в соответствии с договором о предоставлении мощности (ДПМ), заключенным с ОАО «ТГК-9» (вошло в «КЭС Холдинг», с 2015 года переименованный в Группу «Т Плюс»). Проектирование Академической ТЭЦ было начато в 2011 году, проектировщик станции — ОАО «Инженерный центр энергетики Урала». Также в 2011 году была выбрана площадка строительства, заключены контракты на поставку газотурбинной установки и другого основного оборудования. Строительство станции велось на площадке, примыкающей к существующей котельной, и осуществлялось в две очереди (пусковых комплекса). Первый пусковой комплекс включал в себя возведение водогрейной котельной в составе одного котла, его строительство было начато в 2012 году и завершено в феврале 2013 года.
Строительство второго пускового комплекса (парогазовой установки и второго котла котельной) было начато в феврале 2014 года, генеральный подрядчик — УК «Уралэнергострой». В июле того же года был начат монтаж конструкций главного корпуса. В 2015 году основные монтажные работы были завершены. Станция была введена в эксплуатацию с 1 августа 2016 года при мощности 222 МВт, в сентябре 2016 года состоялась торжественная церемония ввода в эксплуатацию. Это последний проект ПАО «Т Плюс», реализованный в рамках программы ДПМ. Инвестиции в строительство составили 11,7 млрд рублей (без НДС).
В декабре 2018 года мощность Академической ТЭЦ была увеличена на 6 МВт до 228 МВт в результате перемаркировки. В перспективе возможно увеличение электрической и тепловой мощности станции за счет строительства еще одного парогазового блока, а также монтажа дополнительных водогрейных котлов.